# Hans Thomissøns Psalmebog 1569
Hans Thomissøns Salmebog 1569 blev udarbejdet af præsten og salmisten Hans Thomissøn og blev tildelt kongelig autorisation i Danmark. Den komplette originale titel er "Den danske Psalmebog, met mange Christelige Psalmer, Ordentlig tilsammenset, formeret oc Forbedret. Aff Hans Thomissøn". Den blev udgivet af Lorenz Benedict i København i 1569.
Som grundlag for salmebogen indsamlede Hans Thomissøn med bistand fra sin fader, Thomas Knudsen, der var sognepræst og provst i Hygum Sogn i Ribe Stift og en af de tidligste lutherske prædikanter i det nordslesvigske hertugdømme, 269 salmetekster og -melodier.
Thomissøns salmebog var den eneste tilladte salmebog i Danmark-Norge efter at have fået kongelig tilladelse. I Kirkerne skulle denne salmebog fremover være på altrene.
Hans Thomissøn var landets førende salmeekspert, og han oversatte en række salmer fra tysk til dansk. Da han i 1561 blev sognepræst i Vor Frue Kirke i København, begyndte han arbejdet, som varede i otte år. Salmebogen blev en af de vigtigste reformatoriske salmebøger i Danmark og Norge, der også omfattede de daværende (senere svenske) provinser Skåne, Blekinge, Halland og Bohuslen.
Som følge af Reformationen blev salmernes katolske minder fjernet og erstattet med et indhold, der passede til en luthersk gudstjeneste. Af samme grund indeholder salmebogen også et særligt register over "gamle papistiske sange som er korrigerede".
Melodierne af Hans Thomissøns salmebog var på tryk i 1573 hos Niels Jespersens Graduale. Salmebogen er, i henhold til 1921 koralbog med 1819 års salmer, den første kendte skriftlige kilde til melodien for salmen "Kom, Helge Ånd, Herren god", No. 133 i 1819 år salmebog og introduceret i Sverige gennem Mönsterås håndskrift i 1646. Denne salme synes at have ændret sin melodi på et tidspunkt, eftersom den i den svenske salmebog 1986 angives med en melodi af en helt anden oprindelse.
Blandt de salmer, som fandtes i salmebogen og også i senere salmebøger, kan nævnes:
- Aleneste Gud i Himmerig
- Krist stod op af døde
- Vor Gud han er så fast en borg
- Et lidet barn så lysteligt
- Lad det klinge sødt i sky
- Julen har englelyd
- Lovet være du, Jesus Krist
- Nu bede vi den Helligånd
- Af dybsens nød, o Gud, til dig
- Min sjæl, du Herren love
- O du Guds Lam uskyldig

Salmebogen blev genoptrykt, men samtidig suppleret med nye salmer frem til 1608. I det sidste genoptryk var der 1010 salmer.